# Молодіжний парк (Лубни)
Молодіжний парк (до 2016 року Комсомольський) — парк загального користування у місті Лубнах (районний центр Полтавської області).
Розташований на схилах річки Сули, виходить на центральну вулицю міста — Ярослава Мудрого. Площа парку — 22,4 га.
Парк був закладений у 1967 році на місці садиби Полторацького, батька Анни Керн, якій російський поет-класик Олександр Пушкін присвятив вірш «Я помню чудное мгновенье…».
На початку парку, з боку вулиці Я. Мудрого, було встановлено пам'ятний знак-стелу на честь 50-річчя ВЛКСМ демонтовану в 2016 році в рамках закону про декомунізацію.
У радянський час (1980-ті) у парку працювали літній театр, кафе «Грот», нині (кінець 2000-х років) чимало стежин, сходинок і дерев перебувають у занедбаному стані.
На початку 2016 року в рамках декомунізації розпорядженням Лубенського міського голови від 19 лютого парк було переменовано на Молодіжний.